# Lista över svenska fregatter
Denna lista över svenska fregatter är en förteckning över samtliga fregatter i svenska Kungliga flottan som byggdes och var i tjänst mellan 1677 och 1982.

## Segelfregatter

### 1600-talet
- Delfin (1677)
- Fama (1678)
- Falken (1689)
- Kalmar (1695)
- Stettin (1695)
- Göteborg (1696)

### 1700-talet
- Delfin (1701)
- Charlotta (1702)
- Falken (1703)
- Anclam (1707)
- Vita Örn (1711)
- Fenix Lilla (1715)
- Dücker (1715)
- Gripen (1715)
- Jarramas (1716)
- Ebeneser (1717)
- Ekholmsund (1724)
- Gröne Jägaren (1725)
- Göteborgs Vapen (1726)
- Drottningholm (1731)
- Fama (1738)
- Svarta Örn (1745)
- Greve Södermanland (1749)
- Gripen (1750)
- Charlotta (1752)
- Falken (1755)
- Delfin (1755)
- Jarramas (1759)
- Enigheten (1767)
- Enigheten (1769)
- Gripen (1775)
- Bellona (1782)
- Minerva (1783)
- Venus (1783)
- Diana (1783)
- Fröja (1784)
- Thetis (1784)
- Camilla (1784)
- Galathea (1785)
- Euredice (1785)
- Zemire (1785)
- Alexander (1789)

### 1800-talet
- af Chapman (1803)
- Fredrika (1785)
- af Chapman (1830)
- Josephine (1831)
- Göteborg (1839)
- Desirée (1843)
- Eugenie (1844)
- Norrköping (1858)
- Vanadis (1862)

## Skärgårdsfregatter

### Turumor
- Norden (1761)
- Lodbrok (1771)
- Ivar Benlös (1774)
- Björn Järnsida (1774)
- Ragvald (1774)
- Sigurd Ormöga (1774)
- Sällan Värre (1774)
- Birger Jarl (1785)
- Tor (1791)
- Erik Segersäll (1809) (?)
- Frej (fregatt) (?)
- Ivar Vitsärk (fregatt) (?)
- Yngve (fregatt) (?)

### Pojamor
- Gamla Pojama (1760)
- Disa (1764)
- Fröja (1764)
- Brynhilda (1776)

### Udemor
- Gamla Udema (1760)
- Torborg (1772)
- Ingeborg (1790)

### Hemmemor
- Oden (1764)
- Hjalmar (1790)
- Starkodder (1790)
- Styrbjörn (1790)
- Birger Jarl (1809)
- Erik Segersäll (1809)

## Ombyggda jagare
| Namn                  | Levererad | Omklassad år | Nummer som fregatt |
| --------------------- | --------- | ------------ | ------------------ |
| HMS Ehrensköld (11)   | 1927      | 1952 - 1953  | 71                 |
| HMS Nordenskjöld (12) | 1927      | 1952 - 1953  | 72                 |
| HMS Malmö (J7)        | 1939      | 1958 - 1963  | F 78               |
| HMS Karlskrona (J8)   | 1940      | 1958 - 1963  | F 79               |
| HMS Gävle (J9)        | 1941      | 1958 - 1963  | F 80               |
| HMS Mode (J29)        | 1942      | 1954 - 1955  | 73                 |
| HMS Magne (J30)       | 1942      | 1954 - 1955  | 74                 |
| HMS Munin (J31)       | 1943      | 1954 - 1955  | 75                 |
| HMS Mjölner (J32)     | 1942      | 1954 - 1955  | 76                 |
| HMS Visby (J11)       | 1943      | 1965         | F11                |
| HMS Sundsvall (J12)   | 1943      | 1965         | F12                |
| HMS Hälsingborg (J13) | 1943      | 1965         | F13                |
| HMS Kalmar (J14)      | 1944      | 1965         | F14                |
| HMS Öland (J16)       | 1947      | 1975         | F16                |
| HMS Uppland (J17)     | 1949      | 1975         | F17                |